# Воздушный поцелуй
Воздушный поцелуй, летящий поцелуй — ритуальный и / или социальный жест, одна из форм любовного или дружеского поцелуя, означающая внимание человека или лёгкий флирт, выполняемый, как правило, на расстоянии, без телесного контакта губ.
С 1983 года 9 августа празднуется день воздушного поцелуя. В этот день большинство молодёжных заведений и организаций в разных европейских странах устраивает праздничную программу и конкурсы с определённым уклоном.

## Разновидности
Самый распространённый способ выполняется посредством целования собственной ладони с последующим направлением путём дуновения в сторону человека, которому предназначен жест. Другая форма воздушного поцелуя более простая и воспроизводится поцелуем в воздух в сторону целуемого. Разновидность с телесным касанием предполагает касание щекой с характерным звуком почмокивания. Аналогом воздушного поцелуя в настоящее время могут быть слова "чмоки-чмоки".

## Культурный аспект
Бесконтактный жест используется в качестве выражения признательности и внимания. Поцелуй часто используется в современном светском обществе на публичных выступлениях. В Индии воздушный поцелуй называется "летящим поцелуем".